# Ahmed Djiby Samb
Ahmed Djiby Samb (* 31. Dezember 1993) ist ein mauretanischer Fußballspieler.

## Karriere

### Verein
Niass begann seine Profikarriere bei ASC Mauritel Mobile FC. Mit seinem Verein konnte er den Pokal im Jahr 2007 gewinnen, nachdem man im Finale AS Garde Nationale mit 4:2 im Elfmeterschießen besiegen konnte.

### Nationalmannschaft
Sein Debüt für Mauretanien gab er am 11. Oktober 2008 bei einer 1:4-Niederlage gegen Marokko.

## Erfolge
- Pokal: 1

2007